# Georg von Frundsberg
Georg von Frundsberg vagy Georg/Jörg Fronsberg/Freundsberg (Mindelheim, Bajorország, 1473. szeptember 24. - Mindelheim, 1528. augusztus 20.), bajor születésű német zsoldos katona, az itáliai háborúk hadvezére I. Miksa császár és V. Károly német király szolgálatában.

## Élete
Pályáját 1492-ben kezdte meg, amikor a sváb szövetség zászlaja alatt Albrecht bajor herceg ellen harcolt. 1499-ben részt vett a svájciak ellen indított hadjáratban. Miksa császár kegyeibe fogadta a rettenthetetlen bajnokot. 1504-ben, a landshuti örökösödési háborúban a csehek fölött Regensburg mellett kivívott wenzenbachi győzelem után lovaggá ütötte.
Harcolt az itáliai háborúkban. 1509-ben Veronát védelmezte, majd 1511 októberében elfoglalta a Dolomitokban a Boite-völgy kulcsát, a korábban többször sikertelenül ostromolt, bevehetetlennek tartott Peutelstein (Botestagno/Podestagno) várat, ahol 1800 emberével 9000 velenceit fogott el. Peutelstein bevétele nyomán Hayden városa (ma: Cortina d’Ampezzo) hűséget esküdött Miksa császárnak (és egészen 1919-ig a Habsburg Birodalom része maradt).
1513. október 7-én a La Motta-i csatában (Vicenza mellett) Ramon de Cardona és Fernando Francisco de Ávalos spanyol seregeivel szövetségben aratott fényes győzelmet a velencei Bartolomeo d’Alviano hadai fölött (ekkor mondta a következő híressé vált szavakat: „Viel Feind, viel Ehr”, azaz „sok ellenség, sok dicsőség”). Sikerrel védelmezte meg Veronát a franciák ellen. 1517-ben Németországba tért vissza. 1519-ben a sváb szövetség gyalogosaival a békebontó württembergi Ulrikot űzte el országából, amely a császár kezére jutott.
1521-ben Pikárdiában harcolt, ahol ugyan nem aratott győzelmet, de Valenciennes-nél oly mesterileg vonult vissza, hogy a franciák nem tudták elfogni. 1522-ben kivívta a bicoccai győzelmet, amellyel a Milánói Hercegséget és Genovát megszerezte a császárnak.
1525-ben részt vett a Pavia mellett vívott véres csatában, amely I. Ferenc francia király elfogásával végződött. Azután Németországba sietett, ahol a századokon keresztül sanyargatott jobbágyok fegyvert fogtak uraik ellen. Vérontás nélkül csöndesítette le a svábföldi mozgalmat. Egyezséget hozott létre a salzburgi érsek és lázongó jobbágyai között.
1526-ban a cognaci liga háborújában a hatalmas zsákmány reményében saját költségén 12 000 lándzsás zsoldost (Landsknechteket, régi magyar szóval „lánckenézeket”) toborzott, ezzel a csapattal Tirolon keresztül Itáliába indult, ahol 1527 februárjában a Pó völgyében egyesült a királyát 1523-ban eláruló III. Charles de Bourbon herceggel (Bourbon Károllyal), akivel együtt azután Róma felé vette útját. Útközben azonban március 16-án Bolognában a franciák által föllázított landsknechtek, akik ki nem fizetett zsoldjuk és rossz ellátásuk miatt amúgy is elégedetlenkedtek, zendülést támasztottak, még bálványuk, Frundsberg ellen is felemelték lándzsáikat. Frundsberg nem tudta lecsillapítani a zendülést, az 53 éves hadfit szélhűdés érte, cselekvésképtelenné vált. A német zsoldoscsapat vezérségét Boyneburg Konrád vette át.
A német–spanyol–olasz zsoldosokból álló Habsburg-haderő Bourbon Károly herceg vezetése alatt Rómába vonult, a várost 1527. május 6-án elfoglalták, majd kirabolták (Sacco di Roma).

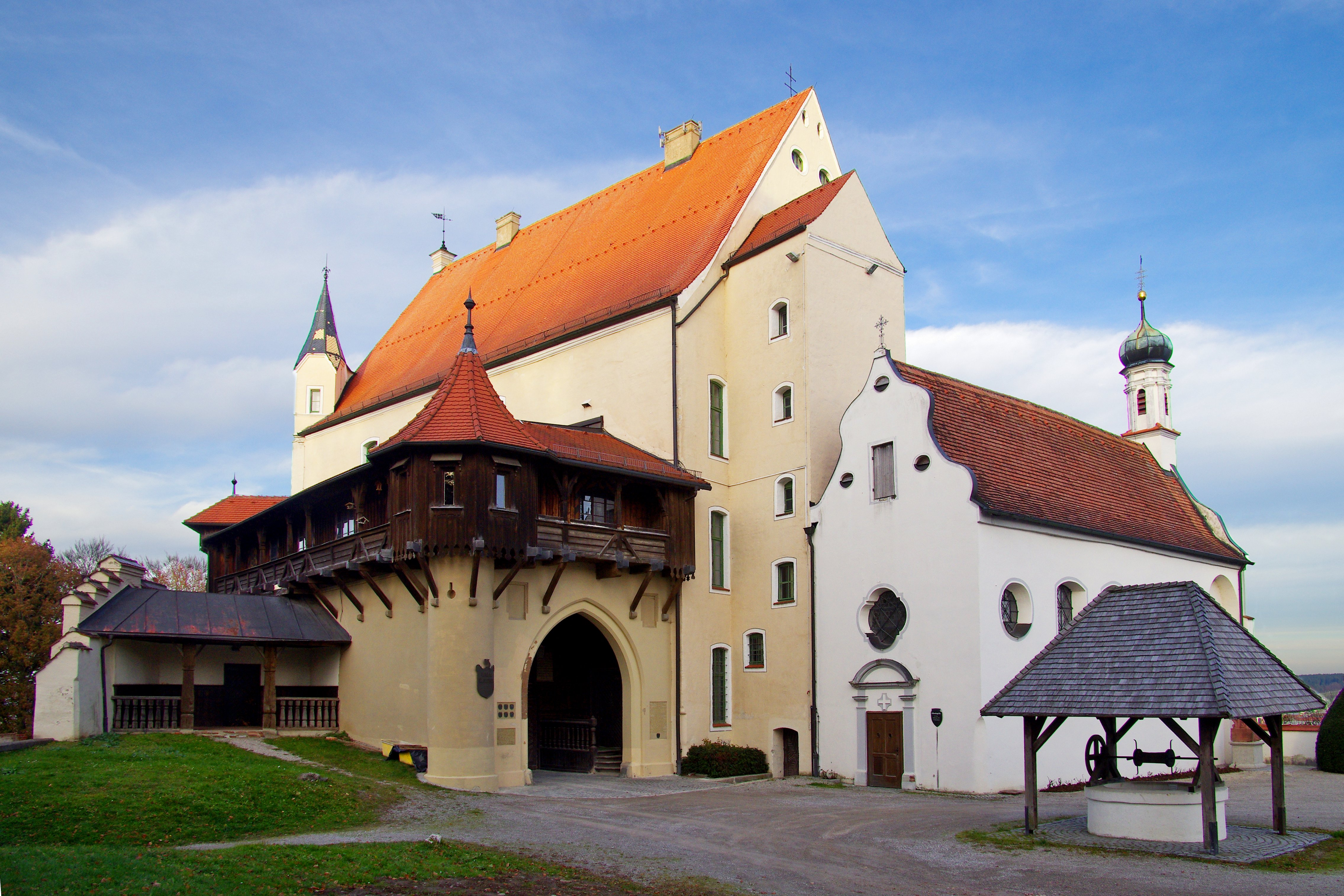
Mindelburg vára, Mindelheim

A beteg Georg von Frundsberg előbb Ferrarába, 1528 májusában pedig Milánóba vitette magát. Innen fia, Kaspar, maga is zsoldoskapitány, szülővárosába kísérte. Hazaérkezése után 8 nappal otthonában, a mindelburgi várban elhunyt.

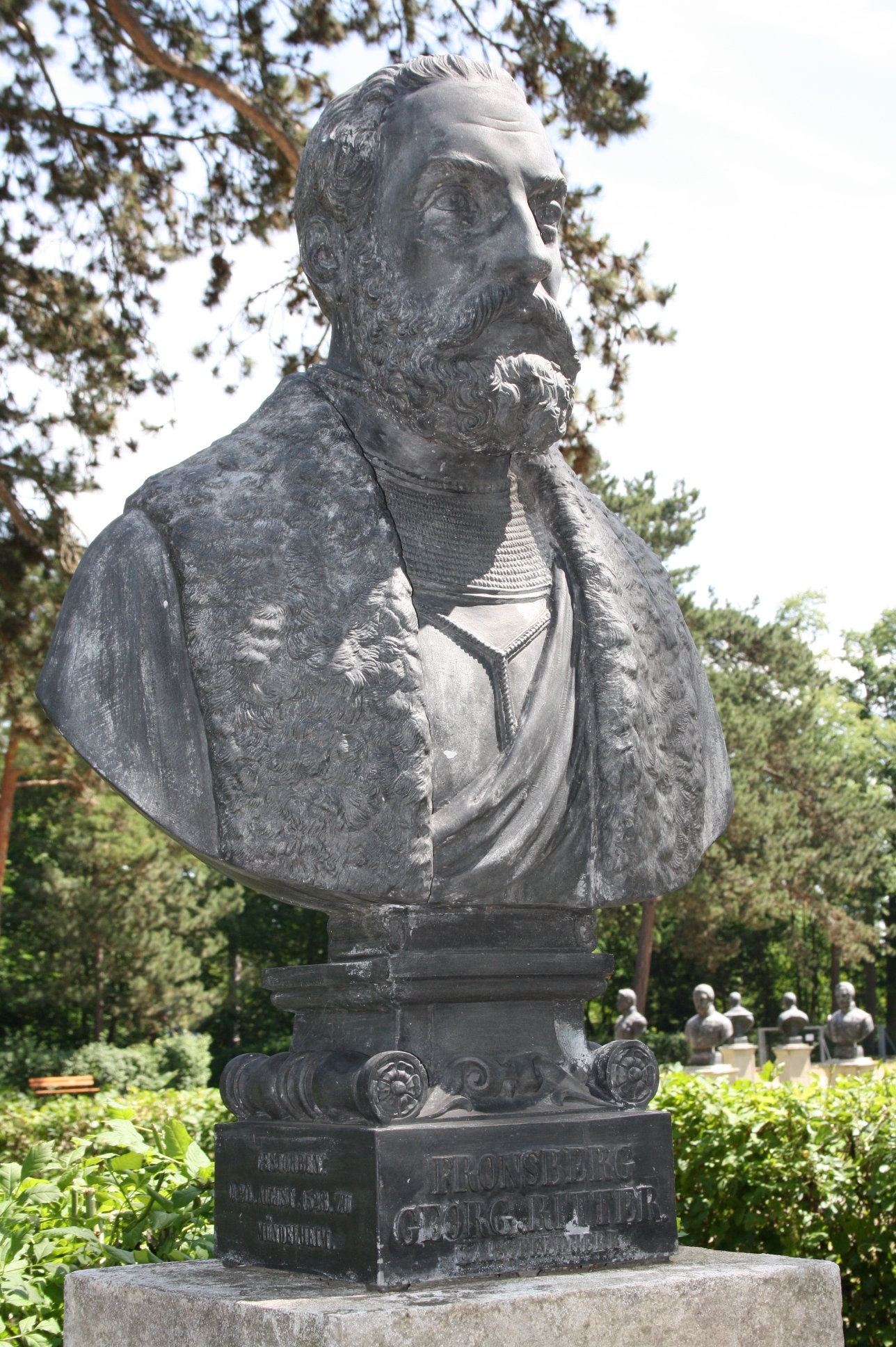
Mellszobra az alsó-ausztriai Heldenberg emlékhelyen.

## Emlékezete
- Mellszobra áll a bajorországi Walhalla emlékcsarnokban.
- Az alsó ausztriai Kleinwetzdorfban épült emlékhelyen, a Hősök sétányán (Heldenallee) 1849-ben elhelyezték Frundsberg  kapitány bronz mellszobrát.
- Ferenc József császár 1863-ban elrendelte, hogy a bécsi Császári és Királyi Udvari Hadimúzeumban, a mai Hadtörténeti Múzeumban, a Hadvezérek csarnokában (Heeresgeschichtliches Museum, Feldherrenhalle) állítsák fel Frundsberg kapitány életnagyságú márványszobrát. Peter Lutt szobrászművész (1828–1907) alkotását 1866-ban maga a császár avatta fel.
- Az SMS Frundsberg a Császári és Királyi Haditengerészet egyik korvettje volt, amelyet 1905-ig kiképzőhajóként használtak.
- Az 1943 februárjában felállított 10. SS-páncélgránátos hadosztályt 1943. október 3-án Hitler személyes utasítására Frundsberg-hadosztályra nevezték át.
- Szülővárosában, a bajorországi Mindelheimben három évenként megrendezik a Frundsberg-ünnepet (Frundsbergfest), ahol hagyományőrző jelmezes egyesületek eljátsszák Frundsberg csatáit.[3][4]

## Külső hivatkozások
- Életrajza a Frundsbergfest.de honlapon Archiválva 2015. augusztus 14-i dátummal a Wayback Machine-ben